# Etiqueta RFID

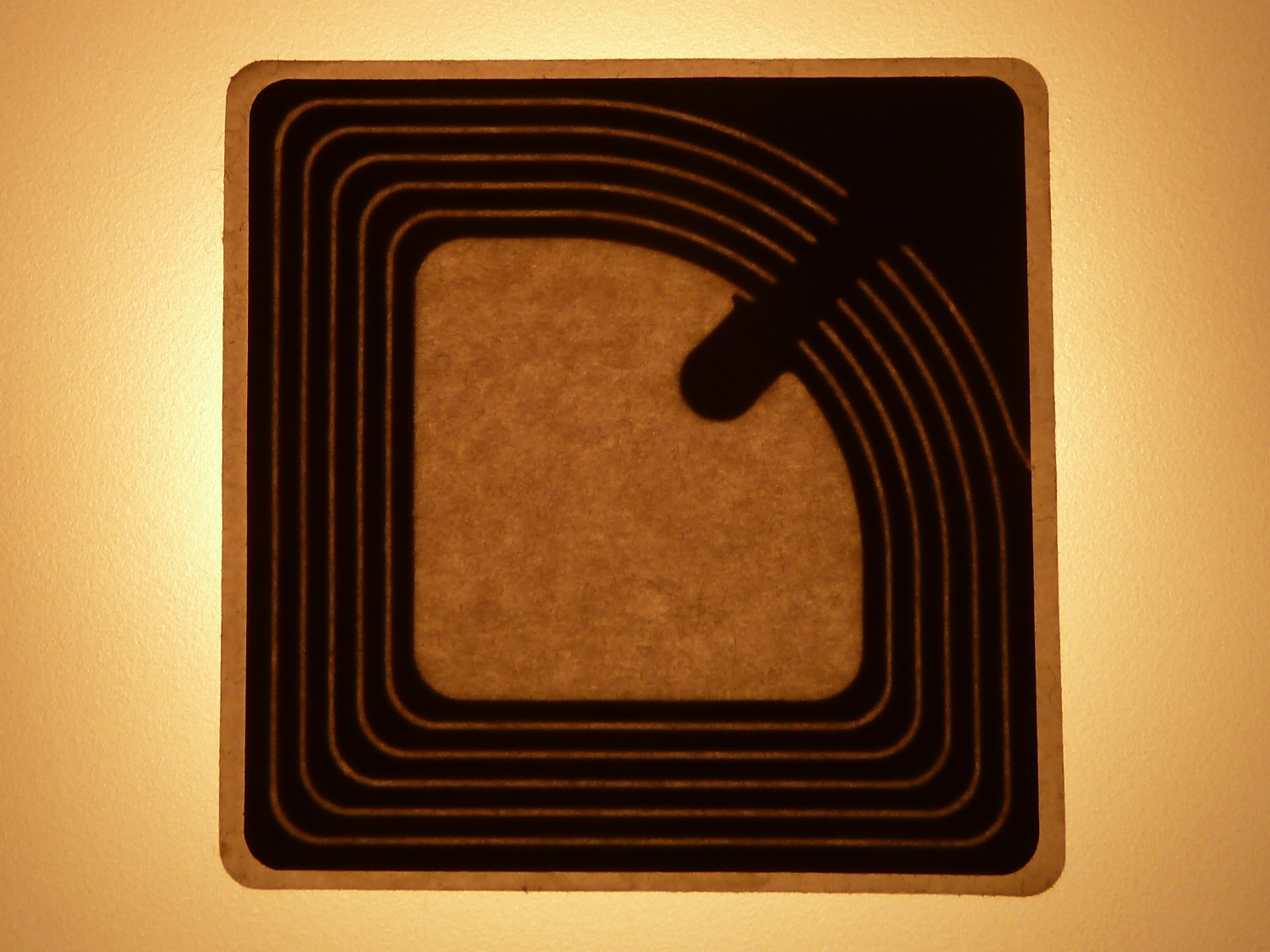
Etiqueta RFID.

Las etiquetas RFID (Radio Frequency Identification) son la forma de empaquetado más común y habitual de los dispositivos RFID. Son dispositivos inteligentes autoadhesivos que permiten almacenar información y se caracterizan por su flexibilidad, su "delgadez", la capacidad de poder ser impresas con código humanamente legible en su cara frontal y las capacidades de memoria que dependerán del circuito integrado que lleve incorporado.

## Capas

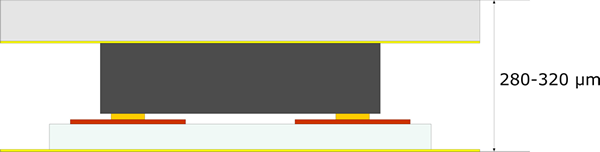
Capas de las etiquetas RFID.

Las etiquetas RFID pasivas más habituales o de consumo masivo se componen de las siguientes capas:
- Papel frontal, que es el papel dónde se imprime información y hace de protección del circuito integrado. La impresión puede realizarse tanto en imprenta como con máquinas impresoras de etiquetas y que a la vez puedan grabar información en el circuito integrado.

- Adhesivo, que une el tag o inlay con el papel. Normalmente es el mismo adhesivo que ya viene directamente del fabricante de papel.

- Circuito integrado RFID, dónde está miniaturizado el circuito, se almacena la información en una memoria no volátil y que es capaz de alimentarse de la energía que proviene de una onda electromagnética.

- Bumps del circuito integrado RFID, que son los soportes del circuito integrado y que normalmente están fabricados en oro. Deben tener una gran resistencia a la presión y una gran conductividad.

- Antena impresa, que es la capa de material conductivo capaz de captar las ondas electromagnéticas a unas frecuencias determinadas y transformar la energía de la onda en corriente eléctrica para alimentar el circuito integrado.

- Capa dieléctrica, de unas 50 micras de grosor, normalmente de tereftalato de polietileno (PET) o papel y que sirve para dar consistencia a la antena y a la unión de la antena con el circuito integrado.

- Adhesivo para fijar el circuito integrado, que debe ser conductivo y que es una de las claves para un buen contacto entre el circuito integrado y la antena impresa.

- Adhesivo final, para adherir la etiqueta a su destino y que tiene las mismas características que los adhesivos de los papeles comerciales.

Todo el conglomerado de capas arriba expuesto viene sobre un papel de soporte siliconado que permite dispensar cada una de las etiquetas a discreción o en maquinaria de aplicación automática.
Existen otras composiciones de capas para etiquetas RFID y dependen de si los inlays insertados vienen con un componente llamado strap. No obstante, su composición es muy similar y su implicaciones en el comportamiento una vez aplicadas no tiene relevancia para el usuario.
Además de las etiquetas RFID pasivas, existen etiquetas activas y semiactivas. Las etiquetas activas incorporan una fuente de alimentación interna que les permite emitir señales de forma autónoma. Por su parte, las etiquetas semiactivas se activan mediante una señal recibida por un lector RFID, pero a diferencia de las etiquetas pasivas, estas cuenta con una batería que alimenta el chip, permitiendo un rango de lectura mayor.

## Formas de las antenas impresas para frecuencias HF y UHF
Es un punto que genera mucha confusión a la hora de definir el tipo de tecnología a utilizar en las etiquetas RFID, ya que las bandas de frecuencia más utilizas del RFID, dentro del espectro electromagnético son las que muestran el siguiente gráfico:
Concretamente no es la misma antena para una frecuencia 13,56 MHz que para una de 868 MHz.
| Frecuencia          | Espesor      | Capas | Soldadura | Fabricación |
| ------------------- | ------------ | ----- | --------- | ----------- |
| RFID HF a 13,56 MHz | 15-19 micras | 2     | Sí        | Alto costo  |
| RFID UHF a 868 MHz  | 4-9 micras   | 1     | No        | Bajo costo  |

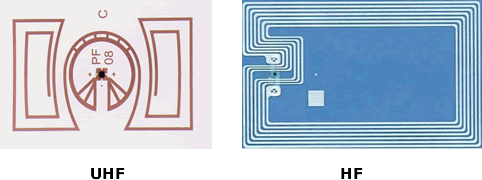
Diferentes tipos de antenas impresas.

En la imagen de la derecha se puede observar dos formas de antenas para las etiquetas RFID, destacando las diferencias entre las vueltas de cobre para las diferentes frecuencias HF y UHF. Resultará evidente, que para poder obtener unos costos razonables para la utilización de la tecnología RFID, el trabajar con las frecuencias UHF reporta mayores ventajas en costos de etiquetas RFID.